# Peelpush
VC Peelpush is een volleybalvereniging in Meijel, Limburg, Nederland. De vereniging is opgericht in 1969.

## Teams
De vereniging bestaat uit meer dan 30 teams:
- Senioren: 9, verdeeld over 3 heren- en 6 damesteams,
- Jeugd: 15, verdeeld over alle leeftijden, jongens en meisjes,
- Recreanten: 7, verdeeld over 3 heren- en 4 damesteams.

### Speelniveau
- Dames 1 speelt in de Eredivisie
- Heren 1 speelt in de Topdivisie
- Dames 2 & heren 2 spelen in de Eerste divisie

Alle overige seniorenteams spelen in regio Zuid van de NeVoBo, vanaf 3e divisie (prestatief) tot en met de 3e klasse (recreatief).

## Erelijst
| Competitie          | Mannen | Vrouwen |
| ------------------- | ------ | ------- |
| Kampioen Topdivisie | 2016   |         |

## Peelpushtoernooi
Ieder jaar wordt in het laatste weekend van juni het Peelpushtoernooi gehouden.